# Кристиян Василев
Кристиян Василев е български гребец. Той се състезава в дисциплината двойка скул за мъже на Летните олимпийски игри през 2016 
Класиран е в дисциплината скиф за мъже за Летните олимпийски игри през 2024 в Париж. 
Роден: 18 ноември 1991 г. , Пловдив
Височина: 1,97 m
Тегло: 97 kg